# Bezprzewodowa sieć lokalna

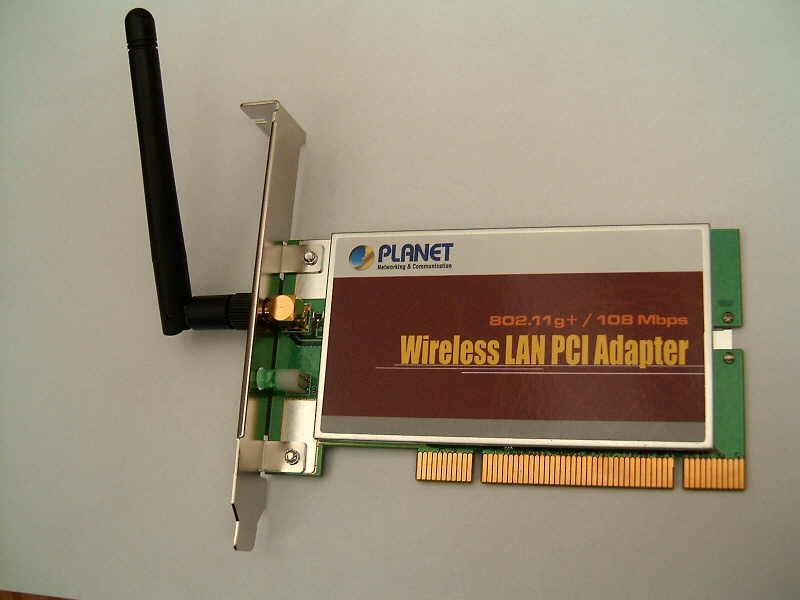
Bezprzewodowa karta sieciowa Planet WL-8310

Bezprzewodowa sieć lokalna, WLAN (ang. wireless local area network) – sieć lokalna, w której połączenia między urządzeniami sieciowymi zrealizowano bez użycia przewodów. W Polsce termin Wi-Fi (chociaż pierwotnie był nazwą tylko jednego produktu używającego określonego standardu WLAN) używany jest jako synonim określenia WLAN.

## Charakterystyka
Sieci tego typu wykonywane są najczęściej z wykorzystaniem mikrofal jako medium przenoszącego sygnały, ale również z użyciem podczerwieni. Są one projektowane w oparciu o standard IEEE 802.11, który opisuje warstwę fizyczną i MAC.
Do komunikacji za pomocą mikrofal wykorzystuje się pasmo 2,4 GHz [w standardach: 802.11, 802.11b, 802.11g, 802.11n, 802.11ac oraz 802.15.1(bluetooth)] lub 5 GHz (w standardzie 802.11a, 802.11n, 802.11ac). W Europie pasmo 2,4 GHz jest podzielone na 13 kanałów w zakresie 2400–2483,5 MHz z krokiem 5 MHz (częstotliwość środkowa pierwszego kanału to 2412 MHz). Jednak pasmo zajmowane przez jedną sieć wynosi około 20 MHz, a więc w praktyce mogą pracować jedynie trzy sieci bez wzajemnych zakłóceń, ponieważ kanały zachodzą na siebie. Każdy kanał ma swoją częstotliwość nośną, która jest modulowana przy przesyłaniu informacji.
Szybkość przesyłania danych zależna jest od użytego standardu oraz odległości pomiędzy użytymi urządzeniami i wynosi najczęściej 11 (802.11b) lub 54, 108 (802.11a/g) Mb/s.
Na całość infrastruktury sieci bezprzewodowych składają się następujące elementy:
- karty sieciowe – najczęściej typu PCI, USB lub PCMCIA
- punkty dostępowe
- anteny
- kable, złącza, przejściówki, rozdzielacze antenowe, terminatory

## Bezpieczeństwo
Szyfrowanie WEP było stosowane jako standardowa ochrona danych w sieciach bezprzewodowych. Długość klucza od 40 do 104 bitów powoduje spowolnienie transmisji. Użytkownik musi znać hasło, na podstawie którego zostanie wygenerowany klucz. Bez klucza użytkownik nie połączy się z siecią bezprzewodową.
Z powodu znanych słabości szyfrowania WEP obecnie stosuje się metodę WPA lub WPA2.

## Zgodność sieci bezprzewodowych i przewodowych
Sieci kablowe i bezprzewodowe mogą być wykorzystywane razem (np. dwie sieci kablowe połączone z sobą bezprzewodowo, komputer podłączony bezprzewodowo do sieci przewodowej lub na odwrót). Jest to możliwe dzięki zewnętrznym bezprzewodowym kartom sieciowym, podłączanym na złącze 8P8C (potocznie, choć błędnie, nazywana kablem RJ-45) (mogą być podłączone do jakiegokolwiek urządzenia, nie tylko komputera), routera bezprzewodowego ze złączami 8P8C, RJ-45 itp.

## Zalety
- mobilność – terminale mogą się przemieszczać
- łatwość instalacji – nie trzeba kłaść przewodów
- elastyczność – łatwe dokładanie nowych terminali
- zasięg – od kilku metrów (w budynkach) do kilkudziesięciu kilometrów
- szybka rozbudowa i modyfikacja struktury sieci

## Wady
- częsta niekompatybilność rozwiązań różnych producentów
- poziom bezpieczeństwa niższy od rozwiązań przewodowych
- niska prędkość przesyłu danych do czasu standardu IEEE 802.11n
- zakłócenia sygnału sieci
- mniejsza stabilność połączenia[1]

## Zastosowania
Miejsca coraz powszechniejszych instalacji sieci bezprzewodowych:
- transport – wymiana informacji przy transporcie towarów, przemieszczaniu ładunków, uaktualnianie znaków drogowych itp.
- handel – szybkie zmiany w organizacji wnętrz
- opieka zdrowotna – możliwość uzyskiwania przez lekarzy i personel szybkiego dostępu do danych pacjenta oraz korzystania z konsultacji, a także zdalnego używania komputerowo sterowanego sprzętu medycznego
- usługi finansowe – łatwa organizacja usług bankowych i operacji handlowych
- edukacja – dostępność uniwersyteckich komputerów z różnych punktów uczelni
- produkcja – możliwość zdalnego sterowania pracą robotów

## Topologia sieci bezprzewodowych
Sieć bezprzewodowa to rozwiązanie do zastosowania w domach i małych biurach, gdzie istnieje potrzeba połączenia z sobą komputerów, drukarek, urządzeń multimedialnych, konsol do gier czy modemów. Urządzenia bezprzewodowe eliminują konieczność instalowania okablowania.
Obecnie wśród sieci bezprzewodowych możemy wyodrębnić dwa główne typy topologii, a są to:

### Topologia gwiazdy
Najszerzej wykorzystywaną topologią (w sieciach bezprzewodowych) obecnie jest topologia gwiazdy. W celu komunikacji wykorzystuje jedną centralną bazę (punkt dostępowy). Pakiet informacji, wysyłany jest z węzła sieciowego, a odbierany w stacji centralnej i kierowany przez nią do odpowiedniego węzła. Sieci budowane w tej topologii mają duże możliwości i są wydajne. Zastosowanie punktu dostępowego zwiększa maksymalną odległość między stacjami (komputerami), umożliwia także dołączenie przewodowej sieci lokalnej do bezprzewodowej sieci lokalnej. Sieć zbudowaną w oparciu o tę topologię można praktycznie do woli powiększać poprzez dołączanie kolejnych punktów dostępowych.

### Topologia kraty
Topologia kraty różni się od topologii gwiazdy i prezentuje trochę inny typ architektury sieciowej. W sieciach kratowych poszczególne węzły (punkty dostępu) nie komunikują się z innymi węzłami za pośrednictwem centralnych punktów przełączania, ale wymieniają z nimi dane bezpośrednio lub przez inne węzły wchodzące w skład kraty. W sieciach kratowych nie trzeba instalować przełączników, ponieważ decyzje o sposobie przekazywania pakietów podejmują same punkty dostępu, dysponując specjalnym oprogramowaniem. W sieciach kratowych pierwszoplanową rolę odgrywają protokoły, które automatycznie wykrywają węzły i definiują topologię całego środowiska. Kratowe sieci LAN są najczęściej oparte na technologii 802.11 (a, b lub g), ale równie dobrze mogą wykorzystywać dowolną technologię radiową, taką jak UltraWideband czy 802.15.4. Ważne jest, aby w tej sytuacji protokoły nie absorbowały zbyt dużej części przepustowości sieci (maks. 2 procent). Wszystkie zadania związane z definiowaniem topologii i wyborem ścieżek są realizowane w tle i każdy węzeł buduje swoją własną listę, na której znajdują się sąsiednie węzły i inne informacje niezbędne do ekspediowania pakietów. Jeśli konfiguracja sieci ulega zmianie, tzn. przybywa nowy węzeł lub istniejący węzeł „wypada” z topologii, lista jest samoczynnie modyfikowana, odzwierciedlając zawsze aktualny stan sieci. Zaletą sieci kratowych jest to, że można je w miarę szybko i bez większego trudu rozbudowywać. Wystarczy po prostu dokładać kolejne węzły, a resztę automatycznie wykonują specjalne programy, które znajdują się w punktach dostępowych.

### Rodzaje sieci bezprzewodowych
- Tryb ad-hoc (zwany także IBSS – ang. Independent Basic Service Set) – w tym przypadku wszystkie urządzenia sieci komunikują się ze sobą bezpośrednio (jeśli pozwala na to zasięg radiowy) – nie wykorzystuje punktów dostępowych.

- Tryb infrastruktury (zwany również stacjonarnym) – wykorzystuje punkty dostępowe (Access Pointy - AP); wszystkie urządzenia komunikują się tylko z AP, który spełnia funkcję bramy (do sieci przewodowej) i pośredniczy w komunikacji pomiędzy urządzeniami sieci bezprzewodowej.

## Uznanie patentu na WLAN
2 kwietnia 2012 roku CSIRO, australijska agencja rządowa do spraw badań naukowych, wygrała w Stanach Zjednoczonych sprawę o uznanie patentu na sieci WLAN.